# Godwin de Wessex
Godwin de Wessex (en inglés antiguo: Godwine) fue uno de los señores más poderosos de Inglaterra durante el reinado de Canuto el Grande y sus sucesores, habiendo sido nombrado por el rey conde de Wessex. 

## Ascendencia
Nacido en el año 1001, descendía en séptima generación del rey Etelredo I de Wessex, hermano mayor de Alfredo el Grande. La familia de Godwin fue eliminada de la sucesión real, pero a cambio se volvieron nobles prominentes en el reino. El padre de Godwin fue Wulfnoth de Wessex (llamado también Wulfnoth Cild), que era un thegn de Sussex (miembro de la aristocracia sajona). Wulfnoth utilizó una sección de la flota real para cometer actos de piratería y por consiguiente sus tierras le fueron confiscadas, debiendo exiliarse. Sin embargo, dejó en Wessex a su joven hijo Godwin, el cual logra recuperar la fortuna de la familia después de la muerte de su padre en 1014.

## Progreso
Godwin fue un partidario decisivo de Edmundo II Ironside, el hijo del rey Etelredo II el Indeciso. Mientras Edmundo se rebelaba contra su padre, Canuto el Grande y su ejército invadieron Inglaterra. Etelredo y Edmundo murieron en 1016, y muchos de sus partidarios fueron asesinados, pero Godwin sobrevivió y juró lealtad a Canuto. Se convirtió entonces uno de los consejeros del nuevo monarca y le acompañó a Dinamarca para sofocar una rebelión. En 1017 se casó con la princesa Thyra de Dinamarca, hermana de Canuto, quien murió al año siguiente (1018), pero Godwin continuó ganando prestigio y para el año 1023 era el conde más poderoso de Inglaterra. 
En 1019 Godwin se casó nuevamente con otra danesa de alta alcurnia, Gytha Thorkelsdóttir, hermana de quien fuera regente y mano derecha de Canuto el Grande Ulf Thorgilsson, ambos nietos del legendario príncipe vikingo Styrbjörn el Fuerte y bisnieta -por el lado materno- del rey Harald Blåtand de Dinamarca.

## Sus intrigas
El 12 de noviembre de 1035 murió Canuto. Sus reinos fueron divididos entre tres gobernantes rivales. Haroldo Harefoot, hijo de Canuto y Aelgifu (considerado ilegítimo por la iglesia católica), asumió la regencia de Inglaterra. Hardicanuto, el hijo legítimo de Canuto con Emma de Normandía (viuda de Etelredo II), asumió la corona de Dinamarca y la de Inglaterra -pero poco después Haroldo, aprovechando su ausencia, se proclamó rey-. Noruega se rebeló bajo el mando de Magnus el Noble. En 1037, Alfredo de Wessex (hijo de Emma de Normandía y Etelredo II, y por lo tanto medio hermano de Hardicanuto) reclamó el trono de Inglaterra. Al parecer, Godwin supo de su llegada antes que nadie, lo capturó o, según otros, lo traicionó fingiendo ser su aliado para luego entregarlo a las fuerzas de Haroldo Harefoot. Como sea, Alfredo fue cegado y asesinado poco después.

## Hacedor de reyes
El 17 de marzo de 1040, Haroldo Harefoot murió y Godwin apoyó el ascenso de Hardicanuto al trono de Inglaterra. Cuando este falleció (8 de junio de 1042), Godwin apoyó las aspiraciones al trono de su medio hermano Eduardo el Confesor. Eduardo era el otro hijo de Emma y de Etelredo II, quien pasó la mayor parte de los treinta años anteriores exiliado en el ducado de Normandía. Su reinado restauró la casa real de Wessex, los Cerdicingas, en el trono de Inglaterra. A pesar de su más que posible responsabilidad en la muerte de Alfredo, Godwin aseguró su poder en el reino al casar a su hija mayor Edith con Eduardo (23 de enero de 1045). Godwin pronto se convierte en el líder de la oposición a la influencia cada vez mayor de los normandos en Inglaterra -consejeros, nobles y sacerdotes que el rey Eduardo había traído consigo a su regreso.

## Exilio, regreso y muerte
Exiliado del reino en septiembre de 1051 por rehusarse a castigar a la ciudad de Dover por la violenta revuelta que allí se desató durante la visita de Eustaquio II de Boulogne, Godwin volvió el año siguiente con una fuerza armada, obligando a Eduardo a que le devolviese su condado. 
Godwin murió víctima de un ataque de apoplejía en el castillo de Winchester, el 15 de abril de 1053, a los 52 años de edad, siendo sepultado en la abadía de Winchester.

## Descendencia
De su unión con Gytha Thorkelsdóttir nacieron 11 hijos:
- Edith (n. 1020 - m. Winchester, 18 de diciembre de 1075), casada con el rey Eduardo el Confesor.

- Haroldo II (n. 1022 - m. batalla de Hastings, Sussex, 14 de octubre de 1066), conde de Wessex al suceder a su padre (1053), y rey de Inglaterra al suceder a Eduardo el Confesor.

- Svend (Sven) (n. 1023 - m. en el exilio en Lycia, Constantinopla 29 de septiembre de 1052), conde de Mercia (1043-1052) y de Herfordshire; dejó dos hijos bastardos que había tenido con Edgiva, abadesa de Leonminster: Haakon y Tostig, de los que no se sabe nada.

- Tostig (n. 1026 - m. batalla de Stamford Bridge, Northumbria, 25 de septiembre de 1066), conde de Northumbria, Northampton y Nottingham (1055-65), privado de sus títulos por una rebelión liderada por los condes Edwin y Morcar (3 de octubre de 1065); casado con Judith de Flandes (1033-1094), con la cual tuvo dos hijos: Skule Tostesson y Ketel.

- Gyrth (n. 1028 - m. batalla de Hastings, Sussex, 14 de octubre de 1066), conde de East Anglia (1057-1066).

- Leofwine (n. 1030 - m. batalla de Hastings, Sussex, 14 de octubre de 1066), conde de Kent, Surrey, Middlesex, Herfordshire y Buckinghamshire (1057-1066).

- Gunhilda (n. 1031? - m. Brujas, 24 de agosto de 1087), monja en Brujas, Flandes.

- Alfgar (n. 1033? - m. ?), monje en Reims, Francia.

- Edgiva (n. 1035? - m. ?).

- Elgiva (n. 1038? - m. c.1066).

- Wulfnoth (n. 1040? - m. en Normandía o Salisbury como prisionero, 1087).